# Lucia-Lacke
Lucia-Lacke este o arie protejată (arie specială de conservare — SAC, sit de importanță comunitară — SCI) din Austria întinsă pe o suprafață de 3,48 ha, integral pe uscat.

## Localizare
Centrul sitului Lucia-Lacke este situat la coordonatele 47°17′N 12°38′E / 47.28°N 12.64°E.

## Înființare
Situl Lucia-Lacke a fost declarat sit de importanță comunitară în ianuarie 2016 pentru a proteja 1 specie de plante. Situl a fost protejat și ca arie specială de conservare în octombrie 2017.

## Biodiversitate
Situată în ecoregiunea alpină, aria protejată nu include niciun habitat protejat.
La baza desemnării sitului se află o specie protejată de  plante: Hamatocaulis vernicosus.